# Valdagno
Valdagno es un municipio italiano de la provincia de Vicenza (región de Véneto). 
En 2020, el municipio tenía una población de 25 394 habitantes.
Se conoce la existencia de la localidad en documentos desde 1179. Perteneció hasta el siglo XII a los condes de Trissino y más tarde las casas nobles de Scaligeri y Visconti, hasta que en 1404 se integró en la república de Venecia. Durante los cuatro siglos que perteneció a esta república, Valdagno se desarrolló como un centro artesanal del hierro, lana y seda.
Recibe su nombre porque se extiende a lo largo del valle del torrente Agno, unos 5 km al suroeste de Schio.

## Demografía
| Gráfica de evolución demográfica de Valdagno entre 1861 y 2001 |
|                                                                |
| fuente ISTAT - elaboración gráfica a cargo de Wikipedia        |

## Patrimonio
- Parque la Favorita

## Deportes
- Hockey Valdagno